# Sách Khải Huyền
Khải Huyền (hoặc Khải Thị, dịch chính xác là Khởi Huyền, Khai Huyền, Khể Huyền, do hiện tượng đồng âm khác tự của chữ Hán không thể hiện được trong tiếng việt đương đại nên Khải ở đây không có nghĩa là chiến thắng mà là mở ra) là cuốn sách cuối cùng của Tân Ước, được viết theo thể văn Khải Huyền.
Từ "Khải Huyền" do từ ghép Hy Lạp
ἀποκάλυψις "Apokálupsis" với ἀπο "apo" nghĩa là lấy đi và καλύπτω "kalupto" nghĩa là tấm màn che.
Vậy Khải Huyền có nghĩa là vén màn cho thấy điều bí mật che khuất bên trong.
Bản thân từ Revelation trong tiếng Anh cũng mang nghĩa là lộ diện.
Khải huyền của Gioan (theo một số bản dịch: "Sự mặc khải của Chúa Giêsu Kitô qua Gioan") là sách cuối cùng của Tân Ước. Đó là cuốn sách ngôn sứ duy nhất trong Tân Ước và đã trở thành một văn bản an ủi và hy vọng cho các Kitô hữu bị áp bức trong cuộc đàn áp các Kitô hữu trong Đế chế La Mã.
Mở đầu, tác giả Gioan  kể chuyện với ngôi thứ nhất dưới dạng một lá thư trong Bảy Thư trong Khải Huyền cho bảy hội thánh ở Tiểu Á ở vùng nội địa phía đông của Ephesus. Đây là những hội thánh thần học của sứ đồ Phao-lô và lúc đó bị bắt bớ hoặc ít nhất là bị những hạn chế nghiêm trọng. Phần sau là những ẩn dụ ngôn sứ.  Khải huyền của Gioan đã được chia thành 22 chương kể từ thời trung cổ.
Theo truyền thống, tác giả của Khải huyền được xem là Gioan Tông đồ, đồng thời cũng là tác giả Phúc âm Gioan. Tuy nhiên, một số người khác thì xác định tác giả là Gioan Trưởng lão (John the Elder) và nhiều học giả hiện đại tin rằng sách đã được viết bởi một tác giả không biết rõ, người mà họ gọi là Gioan đảo Patmos.

## Nội dung
Sách Khải Huyền ghi lại những thị kiến và mặc khải được diễn tả theo ngôn ngữ hình tượng, biểu tượng. Những tín hữu Do Thái đã từng quen với thể văn này nên có thể hiểu dễ dàng, nhưng các độc giả hiện đại lại coi đó là chuỗi những điều huyền bí và khó hiểu. 

### Chương 2
- Gioan viết cho giáo hội Êphêxô (Êphêsô, Ephesus) kêu gọi hối cải và xa lánh bè phái Nicôla (Nicolaitans).
- Gioan viết cho giáo hội Ximiếcna (Miếcna, Smyrna) cảnh báo rằng họ sẽ phải chịu mười ngày hoạn nạn như là một sự thử thách.
- Gioan viết cho giáo hội Pécgamô (Pegamô, Pergamum) kêu gọi ăn năn, xa lánh giáo lý của Bilơam (Binam, Balaam) và bè phái Nicôla.
- Gioan viết cho giáo hội Thyatira kêu gọi ăn năn, xa lánh lời dạy của tiên tri giả Ideven (Giêdaben, Jezebel).

### Chương 3
- Gioan viết cho giáo hội Xácđê (Sardis) cảnh báo việc họ đã "chết" mà không biết vì những việc làm không hoàn hảo trước mặt Thiên Chúa.
- Gioan viết cho giáo hội Philadelphia để kiên trì với những gì họ đang làm, nhằm giữ vững mà không tuột mất vương miện dành cho họ.
- Gioan viết cho giáo hội Laođikia (Laodicea) kêu gọi ăn năn, xa lánh việc thu lợi vật chất vốn làm cho họ đau khổ, thay vào đó hãy đầu tư vào kho tàng của Thiên Chúa.

### Chương 4
- Mô tả Ngai Vàng của Thiên Chúa trên trời với cầu vồng bao quanh. Chung quanh lại có 24 ngai khác dành cho 24 vị Kỳ Mục mặc áo trắng, đầu đội triều thiên vàng.
- Trước Ngai Vàng có bảy ngọn đuốc tượng trưng bảy thần khí của Thiên Chúa.
- Bốn Con Vật xuất hiện, mỗi con có sáu cánh và đầy những con mắt. Con Vật thứ nhất giống như sư tử, Con Vật thứ hai như con bò tơ, Con Vật thứ ba như người, và Con Vật cuối cùng như đại bàng.

### Chương 5
- Bảy Niêm Ấn: Một cuốn sách được niêm bởi bảy con dấu do Người ngồi trên Ngai Vàng cầm bên tay phải. Chỉ có "Sư tử xuất thân từ chi tộc Giuđa" mới xứng đáng để mở cuốn sách này.
- Chiên Con có bảy sừng và bảy mắt, đến lãnh cuốn sách từ tay Người ngồi trên Ngai Vàng.
- Tất cả các 24 Kỳ Mục và Con Vật hát để ca ngợi và tôn vinh trước mặt Con Chiên.

### Chương 6
- Con Chiên mở Niêm Ấn thứ nhất thì Con Vật thứ nhất hô lên: "Hãy đến!". Sau đó, một con ngựa trắng cùng người cưỡi ngựa có mang cung, tiến ra như kẻ thắng trận.
- Con Chiên mở Niêm Ấn thứ hai thì Con Vật thứ hai hô lên: "Hãy đến!". Một con ngựa màu đỏ và người cưỡi cầm thanh gươm tiến ra.
- Con Chiên mở Niêm Ấn thứ ba thì Con Vật thứ ba hô lên: "Hãy đến!". Một con ngựa ô cùng người cưỡi cầm cân tiến ra.
- Con Chiên mở Niêm Ấn thứ tư thì Con Vật thứ tư hô lên: "Hãy đến!". Một con ngựa màu xanh nhạt cùng người cưỡi ngựa mang tên Tử Thần tiến ra, theo sau là Âm phủ.
- Con Chiên mở Niêm Ấn thứ năm thì xuất hiện các linh hồn của những người đã bị giết chết vì rao giảng "Lời Chúa".
- Con Chiên mở Niêm Ấn thứ sáu thì có một trận động đất lớn, Mặt Trời trở thành màu đen như vải sợi dệt bằng cây gai, và Mặt Trăng thì trở thành đỏ như máu; các ngôi sao trên bầu trời rơi xuống Trái Đất. Bầu trời được tách ra, núi và hải đảo di chuyển ra khỏi vị trí. Mọi vua chúa trần gian, vương hầu, khanh tướng phải trốn vào hang để khuất mắt khỏi Người ngồi trên ngai vàng và tránh thịnh nộ của Con Chiên.

### Chương 7
- Bốn thiên thần trấn giữ bốn phương trời. Một thiên thần khác đến đóng ấn trên trán những Tôi tớ Chúa. Số lượng được cho là một trăm bốn mươi bốn ngàn người từ mười hai chi tộc Israel.

### Chương 8

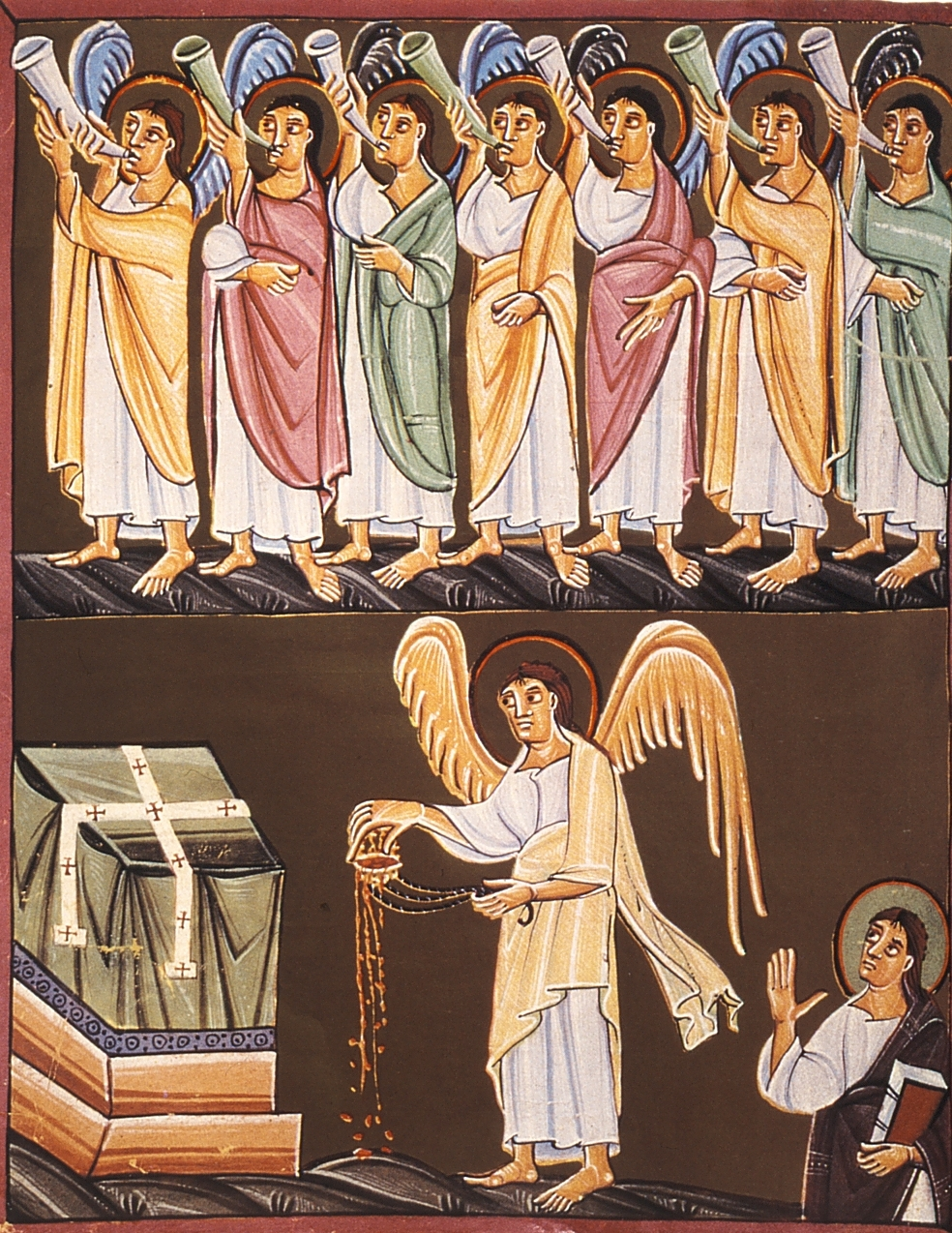
Các hạng bảy kèn của sách khải huyền

- Niêm Ấn thứ bảy được mở ra và thiên đàng im lặng trong khoảng một nửa giờ. Một thiên thần dâng hương và đọc lời cầu nguyện các thánh trước ngai vàng, nơi có Thiên Nhan Chúa. Sau đó, thiên thần lấp đầy bình hương bằng lửa rồi ném xuống Trái Đất gây ra tiếng sấm, chớp, và động đất.
- Thiên thần đầu tiên thổi kèn: mưa đá và lửa trộn lẫn với máu ném xuống Trái Đất, thiêu cháy 1/3 hệ thực vật bề mặt Trái Đất.
- Thiên thần thứ hai thổi kèn: ngọn núi rực lửa ném vào biển cả, và một phần ba biển cả trở thành máu, thiêu hủy 1/3 những gì trong lòng đại dương, gồm cả tàu bè.
- Thiên thần thứ ba thổi kèn: một ngôi sao lớn cháy như đuốc, ném xuống đất, mọi nguồn nước bị đầu độc khiến nhiều người chết.
- Thiên thần thứ tư thổi kèn: 1/3 Mặt Trời, Mặt Trăng và các ngôi sao bị tấn công, do đó ánh sáng của chúng giảm đi 1/3.
- Một con đại bàng kêu lớn tiếng "Khốn thay! Khốn thay!", cảnh báo ba tai ương tiếp theo.

### Chương 9
- Thiên thần thứ năm thổi kèn: Xuất hiện những yếu tố gây khổ hình cho những người không được đóng dấu ấn của Thiên Chúa trong vòng năm tháng.
- Thiên thần thứ sáu thổi kèn: bốn thiên thần đang bị trói ở sông Êuphơrát (Euphrates) được thả ra mang theo 200 triệu kỵ binh đi tàn sát 1/3 nhân loại.

### Chương 10
Một thiên thần dũng mạnh, đứng một chân trên biển và một chân trên đất liền, giữ một cuốn sách đang mở sẵn. Gioan được ra lệnh nuốt cuốn sách nhỏ, và tuyên lời sấm về nhiều nước, nhiều dân, nhiều ngôn ngữ.

### Chương 11
- Gioan được đưa cho một cây sậy dùng làm que đo để đo Đền Thờ của Thiên Chúa, bàn thờ, cùng những người thờ phượng trong đó. Gioan thấy dân ngoại chà đạp Thành Thánh trong 42 tháng. Trong thời gian đó, hai nhân chứng mặc áo vải thô đến tuyên sấm về những tai ương. Một Con Thú sẽ giết hai người này. Nhân loại Trái Đất ăn mừng vì họ không còn gây tai ương nữa.
- Thiên Chúa cho hai nhân chứng trỗi dậy khiến những ai chứng kiến phải khiếp sợ.
- Trong giờ tiếp theo, một trận động đất lớn xảy ra và giết chết 7.000 người, phá hủy 1/10 thành phố.
- Thiên thần thứ bảy thổi kèn: Trên trời vang tiếng chúc tụng vương quyền của Thiên Chúa. Đền Thờ của Thiên Chúa sẽ mở ra trời và Hòm Bia Giao Ước xuất hiện trong đền thờ của Ngài.

### Chương 12
- Chiến tranh trên Thiên đàng
- Người Phụ Nữ và Con Mãng Xà: một người phụ nữ xuất hiện với cảnh tượng: mình khoác Mặt Trời, chân đạp Mặt Trăng và đầu đội triều thiên Mười hai ngôi sao. Bà sinh một con trai để "dùng trượng sắt mà chăn dắt muôn dân". Một Con Mãng Xà (có lẽ tượng trưng cho Satan) cố gắng để giết cậu bé, nhưng không làm được. Tổng lãnh thiên thần Micae và thiên binh giao chiến với Con Mãng Xà. Bại trận, Con Mãng Xà bị giáng xuống Trái Đất, nơi đó, nó tiếp tục gây chiến với những người con hậu duệ của Người Phụ Nữ này, là những người tuân giữ mười điều răn và lời của Chúa Giêsu.

### Chương 13
- Một Con Thú được mô tả là có "mười sừng và bảy đầu" từ ngoài biển đi lên, được Con Mãng Xà trao quyền cai trị Trái Đất. Toàn cõi Trái Đất tôn thờ, ca tụng Con Thú này rằng: "Ai sánh được với Con Thú và ai giao chiến được với Con Thú?". Nó được ban cho cái mồm ăn nói huênh hoang, phạm thượng, và lộng hành trong vòng 42 tháng, chiến thắng các vị thánh. Mọi dân, mọi nước thờ lạy nó - đó là những người không có tên trong Sổ Trường Sinh của Con Chiên bị sát tế.
- Một Con Thú khác từ đất đi lên cũng thi hành tất cả quyền bính của Con Thú thứ nhất. Nhờ những dấu lạ mà nó thực hiện, nhiều người tin và thờ lạy nó. Nó có những tiên tri giả phục vụ. Tên của nó là con số sáu trăm sáu mươi sáu (666).

### Chương 14
- Trái Đất được thu hoạch, tượng trưng cho cuộc phán xét cuối cùng (Khải Huyền 14:14-20).

### Chương 15
- Bảy thiên thần mang Bảy tai ương đến - đây là những tai ương cuối cùng trong cơn thịnh nộ của Thiên Chúa.

### Chương 16
- Bảy chén tai ương được trút xuống mặt đất. Những bản án cuối cùng này sẽ hoàn tất cơn thịnh nộ của Thiên Chúa

### Chương 17
- Con Điếm khét tiếng mặc áo đỏ tía và đỏ thẫm, trang sức toàn bằng vàng, đá quý, ngọc trai, trên tay cầm chén đựng toàn những thứ ô uế.
- Giải thích ý nghĩa của Con Thú và Con Điếm.

### Chương 18
- Babylon sụp đổ.

### Chương 19
- Bài ca khải hoàn trên thiên quốc. Sau khi chiến tranh đã hoàn tất, các Con Thú và tiên tri giả bị giam cầm và ném vào biển lửa, tất cả các chiến binh của nó bị giết và xác cho chim xẻ thịt.

### Chương 20
- Con Mãng Xà bị quăng vào vực thẳm và niêm phong cho hết thời hạn một ngàn năm. Sau đó, nó sẽ được thả ra trong một thời gian ngắn.
- Thời đại một ngàn năm bình an
- Đức Chúa Giêsu lại đến Trái Đất với thiên binh để xét xử. Người chết đứng trước ngai tòa của Ngài. Họ bị xét xử tùy theo việc họ đã làm, chiếu theo những gì đã chép trong sổ sách.

### Chương 21
- Viễn cảnh Thành Thánh Jerusalem mới chói lọi vinh quang Thiên Chúa.

### Chương 22
- Lời bắt đầu của Khải Huyền.

Sự huyền bí của những bí ẩn chưa được giải đáp. Một thế giới đầy sự bí ẩn sự sợ hãi lấn áp tâm trí mỗi con người họ sẽ mất đi phương hướng cuộc sống và biến mất . Thế giới đó chỉ chan chứa linh hồn của họ những con quái vật là những nỗi sợ hãi của họ một khi linh hồn tan vỡ là lúc thân xác rã rời là nơi chú ngụ của những con quái vật đó...